# 匡州 (陕西)
匡州，唐朝时设置的州。
武德二年（619年）置，治所在今陕西省吴堡县西北。属绥州总管府。辖境约当今陕西省米脂、吴堡等县部分地区。贞观二年（628年）废。